# Hypopetalia pestilens
Hypopetalia pestilens é uma espécie de libelinha da família Austropetaliidae.
É endémica do Chile. 
Os seus habitats naturais são: rios.
Está ameaçada por perda de habitat.